# Грачаничка сахат-кула
Грачаничка сахат-кула се налази у центру грачаничког старог града, у самој близини Ахмед-пашине или Чаршијске џамије. Изграђена је крајем 17. вијека и 2003. године од стране Комисије за очување националних споменика проглашена националним спомеником Босне и Херцеговине.

## Карактеристике
Сахат-кула представља једнопросторан објекат са основом чије су странице димензија приближно 3,60 x 3,60 m. Објект је изграђен од камена и зидови су, као и код осталих објеката овога типа, врло масивни и просјечне дебљине 80 cm. Блокови камена кречњака међусобно су повезани кречним малтером. 
Сахат-кула у Грачаници има облик торња који се постепено сужава према врху, до висине 27,0 m. Дјелимично је нагнута на једну страну, па је добила и назив “Криви торањ” у Грачаници. 
Завршена је четвероводним шаторастим кровом, са једном „баџом“ у централном дијелу која се од остатка кровне плохе издиже за 70-80 cm. Кров је највјеројатније изворно био покривен шиндром. Каснијим је интервенцијама шиндра скинута и умјесто ње постављен је лим. Током посљедње рестаурације 2003. године, сахат-кула је покривена бакарним лимом. 
Испод крова на све четири стране се налазе округли отвори предвиђени за сатове. Улаз са сводом у објекат се налази са његове западне стране. У унутрашњости објекта је уско дрвено степениште, ширине 60 cm са подестима на сваких 1,60 метара. Свјетлост је у унутрашњост објекта доведена помоћу уских отвора који се шире према унутрашњости, а који су распоређени од подножја па до врха објекта. У прво је вријеме сат откуцавао сате а ла турка. До Другог свјетског рата сахат-кула је служила својој сврси. Аустроугарске власти су са ње скинуле звоно и поставиле на бункер да служи за узбуну.

## Рестаурације
Сахат-кула је кроз историју доживљавала читав низ промјена, највише у свом изгледу. 
Први пут је санирана после пожара 1812. године о чему свједочи један арапски рукопис сачуван у грачаничкој медреси. Сљедећа поправка је била 1952. године и том приликом је измијењен покров, поправљене су стубе, поправљена фасада и монтирани сатови. Најновије поправке извршила је Општина Грачаница 2003. године, када је реконструисан кров, стављен нови бакарни покров и поправљено унутрашње степениште.